# Đội tuyển bóng đá U-20 quốc gia Honduras
Đội tuyển bóng đá U-20 quốc gia Honduras là đội tuyển quốc gia U- 20 của Honduras. Huấn luyện viên của đội U-20 là Javier Padilla. Họ có 8 lần tham dự FIFA U-20 World Cup, tuy nhiên đều không vượt qua được vòng bảng.

## Lịch sử giải đấu
| FIFA U-20 World Cup                | FIFA U-20 World Cup      | FIFA U-20 World Cup      | FIFA U-20 World Cup      | FIFA U-20 World Cup      | FIFA U-20 World Cup      | FIFA U-20 World Cup      | FIFA U-20 World Cup      | FIFA U-20 World Cup      | FIFA U-20 World Cup      |
| Năm                                | ST                       | W                        | H                        | L                        | F                        | A                        | D                        | Đ                        | Kết thúc                 |
| ---------------------------------- | ------------------------ | ------------------------ | ------------------------ | ------------------------ | ------------------------ | ------------------------ | ------------------------ | ------------------------ | ------------------------ |
| 1977                               | 3                        | 1                        | 1                        | 1                        | 3                        | 1                        | +2                       | 4                        | Vòng bảng                |
| 1979 ↓ 1993                        | Không tham gia           | Không tham gia           | Không tham gia           | Không tham gia           | Không tham gia           | Không tham gia           | Không tham gia           | Không tham gia           | Không tham gia           |
| 1995                               | 3                        | 0                        | 0                        | 3                        | 5                        | 14                       | –9                       | 0                        | Vòng bảng                |
| 1997                               | Không vượt qua vòng bảng | Không vượt qua vòng bảng | Không vượt qua vòng bảng | Không vượt qua vòng bảng | Không vượt qua vòng bảng | Không vượt qua vòng bảng | Không vượt qua vòng bảng | Không vượt qua vòng bảng | Không vượt qua vòng bảng |
| 1999                               | 3                        | 0                        | 0                        | 3                        | 4                        | 10                       | –6                       | 0                        | Vòng bảng                |
| 2001 ↓ 2003                        | Không tham gia           | Không tham gia           | Không tham gia           | Không tham gia           | Không tham gia           | Không tham gia           | Không tham gia           | Không tham gia           | Không tham gia           |
| 2005                               | 3                        | 0                        | 0                        | 3                        | 0                        | 15                       | –15                      | 0                        | Vòng bảng                |
| 2007                               | Không tham dự            | Không tham dự            | Không tham dự            | Không tham dự            | Không tham dự            | Không tham dự            | Không tham dự            | Không tham dự            | Không tham dự            |
| 2009                               | 3                        | 1                        | 0                        | 2                        | 3                        | 3                        | 0                        | 3                        | Vòng bảng                |
| 2011 ↓ 2013                        | Không tham dự            | Không tham dự            | Không tham dự            | Không tham dự            | Không tham dự            | Không tham dự            | Không tham dự            | Không tham dự            | Không tham dự            |
| 2015                               | 3                        | 1                        | 0                        | 2                        | 5                        | 11                       | −6                       | 3                        | Vòng bảng                |
| 2017                               | 3                        | 1                        | 0                        | 2                        | 3                        | 6                        | −3                       | 3                        | Vòng bảng                |
| 2019                               | 3                        | 0                        | 0                        | 3                        | 0                        | 19                       | −19                      | 0                        | Vòng bảng                |
| 2023                               | 3                        | 0                        | 0                        | 3                        | 4                        | 7                        | −7                       | 1                        | Vòng bảng                |
| Tổng cộng                          | 24                       | 4                        | 0                        | 20                       | 23                       | 79                       | –56                      | 13                       | —                        |
| Giải vô địch bóng đá U-20 CONCACAF |                          |                          |                          |                          |                          |                          |                          |                          |                          |
| Năm                                | P                        | W                        | T                        | L                        | BT                       | A                        | HS                       | Đ                        | Hoàn thành               |
| 1962                               | 3                        | 1                        | 1                        | 1                        | 3                        | 4                        | –1                       | 3                        | Vòng bảng                |
| 1964                               | 6                        | 2                        | 1                        | 3                        | 9                        | 7                        | +2                       | 5                        | Á quân                   |
| 1970 ↓ 1974                        | Không tham gia           | Không tham gia           | Không tham gia           | Không tham gia           | Không tham gia           | Không tham gia           | Không tham gia           | Không tham gia           | Không tham gia           |
| 1976                               | 8                        | 7                        | 1                        | 0                        | 24                       | 3                        | +21                      | 15                       | Á quân                   |
| 1978                               | 7                        | 6                        | 0                        | 1                        | 14                       | 3                        | +11                      | 12                       | Vị trí thứ 3             |
| 1980                               | 5                        | 3                        | 2                        | 0                        | 12                       | 2                        | +10                      | 8                        | Bán kết                  |
| 1982                               | 7                        | 6                        | 1                        | 0                        | 13                       | 4                        | +9                       | 13                       | Vô địch                  |
| 1984                               | 6                        | 4                        | 0                        | 2                        | 8                        | 8                        | 0                        | 8                        | Vòng hai                 |
| 1986                               | Không tham gia           | Không tham gia           | Không tham gia           | Không tham gia           | Không tham gia           | Không tham gia           | Không tham gia           | Không tham gia           | Không tham gia           |
| 1988                               | 2                        | 0                        | 0                        | 2                        | 2                        | 5                        | –3                       | 0                        | Vòng loại                |
| 1990                               | 2                        | 1                        | 0                        | 1                        | 3                        | 4                        | –1                       | 2                        | Vòng bảng                |
| 1992                               | 6                        | 2                        | 2                        | 2                        | 6                        | 6                        | 0                        | 6                        | Thứ 4                    |
| 1994                               | 6                        | 6                        | 0                        | 0                        | 18                       | 6                        | +12                      | 18                       | Vô địch                  |
| 1996                               | 3                        | 1                        | 1                        | 1                        | 3                        | 1                        | +2                       | 4                        | Vòng bảng                |
| 1998                               | 5                        | 3                        | 1                        | 1                        | 10                       | 6                        | +4                       | 10                       | Nhì Bảng A               |
| 2001                               | 7                        | 2                        | 0                        | 5                        | 4                        | 9                        | –5                       | 6                        | Bét Bảng B               |
| 2003                               | 4                        | 2                        | 0                        | 2                        | 10                       | 5                        | +5                       | 6                        | Vòng loại                |
| 2005                               | 3                        | 2                        | 0                        | 1                        | 6                        | 3                        | +3                       | 6                        | Nhì Bảng B               |
| 2007                               | 2                        | 1                        | 1                        | 0                        | 6                        | 5                        | +1                       | 4                        | Vòng loại                |
| 2009                               | 10                       | 6                        | 3                        | 1                        | 26                       | 9                        | +19                      | 15                       | Vị trí thứ 3             |
| 2011                               | 5                        | 4                        | 0                        | 1                        | 12                       | 4                        | +8                       | 12                       | Tứ kết                   |
| 2013                               | 2                        | 0                        | 1                        | 1                        | 0                        | 1                        | –1                       | 1                        | Vòng loại                |
| 2015                               | 12                       | 7                        | 3                        | 2                        | 26                       | 16                       | +10                      | 24                       | Chiến thắng Playoff      |
| 2017                               | 10                       | 6                        | 3                        | 1                        | 16                       | 7                        | +9                       | 21                       | Á quân                   |
| Totals                             | 121                      | 72                       | 21                       | 28                       | 231                      | 118                      | +113                     | 199                      | —                        |

## Giải vô địch bóng đá U-20 CONCACAF 2009

### Nhóm 1
| XH | Đội         | Tr | T | H | T | BT | BB | HS | Đ |
| -- | ----------- | -- | - | - | - | -- | -- | -- | - |
| 1  | Hoa Kỳ      | 3  | 2 | 1 | 0 | 5  | 0  | +5 | 7 |
| 2  | Honduras    | 3  | 1 | 2 | 0 | 6  | 2  | +4 | 5 |
| 3  | Jamaica     | 3  | 1 | 0 | 2 | 2  | 8  | −6 | 3 |
| 4  | El Salvador | 3  | 0 | 1 | 2 | 3  | 6  | −3 | 1 |

Sau khi vượt vòng bảng, đội U-20 Honduras thua Costa Rica 4-2 ở loạt sút luôn lưu tại vòng bán kết. Ở trận tranh hạng ba, họ đánh bại Trinidad và Tobago với tỷ số 2-1.

## Giải vô địch bóng đá U-20 thế giới 2009

### Bảng F
| XH | Đội      | Tr | T | H | T | BT | BB | HS | Đ |
| -- | -------- | -- | - | - | - | -- | -- | -- | - |
| 1  | Hungary  | 3  | 2 | 0 | 1 | 6  | 3  | +3 | 6 |
| 2  | UAE      | 3  | 1 | 1 | 1 | 3  | 4  | −1 | 4 |
| 3  | Nam Phi  | 3  | 1 | 1 | 1 | 4  | 6  | −2 | 4 |
| 4  | Honduras | 3  | 1 | 0 | 2 | 3  | 3  | 0  | 3 |

Sau khi thắng 3-0 thuyết phục trước Hungary, đội trẻ Hondurans Không thể có được chiến thắng trước Các Tiểu vương quốc Ả Rập Thống nhất và Nam Phi, thua 1-0 và 2-0.

## Đôi hình hiện tại
| 0#0 | Vị trí | Cầu thủ           | Ngày sinh và tuổi           | Câu lạc bộ             |
| --- | ------ | ----------------- | --------------------------- | ---------------------- |
| 1   | TM     | Javier Delgado    | 6 tháng 11, 1998 (18 tuổi)  | Honduras Progreso      |
| 2   | HV     | Denil Maldonado   | 25 tháng 5, 1998 (18 tuổi)  | Motagua                |
| 3   | HV     | Wesly Decas       | 11 tháng 8, 1999 (17 tuổi)  | Atlético Independiente |
| 4   | HV     | Kenneth Hernández | 25 tháng 5, 1997 (19 tuổi)  | Victoria               |
| 5   | HV     | Dylan Andrade     | 8 tháng 3, 1998 (19 tuổi)   | Platense               |
| 6   | HV     | Ricky Zapata      | 23 tháng 11, 1997 (19 tuổi) | Real Sociedad          |
| 7   | TV     | José Reyes        | 5 tháng 11, 1997 (19 tuổi)  | Olimpia                |
| 8   | TV     | Erick Arias       | 30 tháng 1, 1998 (19 tuổi)  | Atlético Independiente |
| 9   | TV     | Foslyn Grant      | 4 tháng 10, 1998 (18 tuổi)  | Motagua                |
| 10  | TV     | Carlos Pineda     | 23 tháng 9, 1997 (19 tuổi)  | Olimpia                |
| 11  | TĐ     | Mario Flores      | 21 tháng 7, 1998 (18 tuổi)  | Real Sociedad          |
| 12  | TM     | Michael Perelló   | 11 tháng 7, 1998 (18 tuổi)  | Marathón               |
| 13  | TV     | José Quiroz       | 26 tháng 5, 1997 (19 tuổi)  | Real España            |
| 14  | TV     | Sendel Cruz       | 13 tháng 12, 1998 (18 tuổi) | Juticalpa              |
| 15  | HV     | Jalex Sánchez     | 28 tháng 3, 1997 (20 tuổi)  | Real España            |
| 16  | HV     | José García       | 21 tháng 9, 1998 (18 tuổi)  | Victoria               |
| 17  | TĐ     | Byron Rodríguez   | 26 tháng 8, 1997 (19 tuổi)  | Parrillas One          |
| 18  | TĐ     | Darixon Vuelto    | 15 tháng 1, 1998 (19 tuổi)  | Tenerife               |
| 19  | TĐ     | Douglas Martínez  | 5 tháng 6, 1997 (19 tuổi)   | New York Red Bulls II  |
| 20  | TV     | Jorge Álvarez     | 28 tháng 1, 1998 (19 tuổi)  | Olimpia                |
| 21  | TM     | Henry Mashburn    | 8 tháng 2, 1999 (18 tuổi)   | Weston Fury            |

## Vua phá lưới
| Xếp hạng | Cầu thủ        | Năm  | Ghi bàn cho U-20 |
| -------- | -------------- | ---- | ---------------- |
| 1        | Roger Rojas    | 2009 | 10               |
| 2        | Bryan Róchez   | 2015 | 9                |
| 3        | Mario Martínez | 2009 | 7                |
| 4        | Alberth Elis   | 2015 | 5                |
| 5        | José Güity     | 2005 | 3                |
| 5        | Anthony Lozano | 2011 | 3                |
| 5        | Junior Lacayo  | 2015 | 3                |

## Kết quả với các quốc gia khác
Đến ngày 25 tahsng 5 năm 2017
Bao gồm kết quả từ Giải vô địch bóng đá U-20 CONCACAF and Giải vô địch bóng đá U-20 thế giới
| Đối thủ                     | Thành tích | Bàn thắng |
| --------------------------- | ---------- | --------- |
| Antigua và Barbuda          | 1–0–0      | 4:1       |
| Argentina                   | 0–0–1      | 2:4       |
| Barbados                    | 2–0–0      | 6:1       |
| Belize                      | 3–0–0      | 13:0      |
| Bermuda                     | 2–0–0      | 5:2       |
| Brasil                      | 0–0–1      | 0:3       |
| Canada                      | 7–0–4      | 14:11     |
| Chile                       | 0–0–1      | 0:7       |
| Costa Rica                  | 6–4–4      | 16:16     |
| Cuba                        | 1–0–0      | 3:0       |
| Cộng hòa Dominica           | 2–0–0      | 8:0       |
| El Salvador                 | 5–3–2      | 18:11     |
| Pháp                        | 0–0–1      | 0:3       |
| Fiji                        | 0–0–1      | 0:3       |
| Đức                         | 0–0–1      | 1:5       |
| Grenada                     | 1–1–0      | 3:1       |
| Guatemala                   | 6–1–3      | 15:11     |
| Guyana                      | 1–0–0      | 2:0       |
| Haiti                       | 1–0–0      | 3:2       |
| Hungary                     | 2–0–0      | 5:0       |
| Jamaica                     | 5–0–2      | 18:8      |
| Martinique                  | 2–0–0      | 6:1       |
| México                      | 1–4–8      | 4:20      |
| Maroc                       | 1–0–1      | 1:5       |
| Hà Lan                      | 0–0–1      | 1:7       |
| Antille thuộc Hà Lan        | 4–0–1      | 19:4      |
| New Zealand                 | 0–0–1      | 3:1       |
| Nicaragua                   | 6–1–1      | 28:5      |
| Panama                      | 6–2–2      | 22:13     |
| Bồ Đào Nha                  | 0–0–1      | 2:3       |
| Puerto Rico                 | 1–0–0      | 5:0       |
| Saint Vincent và Grenadines | 1–0–0      | 3:1       |
| Nam Phi                     | 0–0–1      | 0:2       |
| Tây Ban Nha                 | 0–0–2      | 1:6       |
| Suriname                    | 1–0–0      | 1:0       |
| Trinidad và Tobago          | 3–1–0      | 11:6      |
| UAE                         | 0–0–1      | 0:1       |
| Hoa Kỳ                      | 4–4–1      | 5:5       |
| Uruguay                     | 0–0–1      | 0:1       |
| Uzbekistan                  | 1–0–0      | 4:3       |
| Việt Nam                    | 0–0–0      | 0:0       |
| Zambia                      | 0–0–1      | 3:4       |
| Tổng cộng                   | 76–21–42   | 250:175   |

## Danh sách huân luyện viên
Danh sách huấn luyện viên từ năm 1956 đến nay:
| - 1956 — José Santos - 1958–62 — Mario Griffin - 1964 — Hermes Bertrand - 1976–77 — Rodolfo Godoy - 1978 — Ángel Rodríguez - 1980 — Carlos Cruz - 1982 — Néstor Matamala - 1984 — Mario Griffin - 1988 — Carlos Suazo - 1990 — Jorge Cabrera - 1991 — Dennis Allen - 1992 — José Ortiz - 1994–95 — Luis Paz | - 1996 — Carlos Cruz - 1998–99 — Rubén Gifarro - 1999 — José Herrera - 2000 — Marco Calderón - 2001 — Hernán García - 2002 — Óscar Salgado - 2004–06 — Rubén Gifarro - 2007–08 — Miguel Escalante - 2008–09 — Emilio Umanzor - 2010–14 — Javier Padilla - 2014–15 — Jorge Jiménez - 2016–nay — Carlos Tábora |

## Danh hiệu
- Giải vô địch bóng đá U-20 CONCACAF
  - Vô địch (2): 1982, 1994
  - Á quân (3): 1964, 1976, 2017
  - Vị trí thứ ba (2): 1978, 2009